# Warrensburg (New York)
Warrensburg est une ville du comté de Warren, dans l'État de New York, aux États-Unis,. En 2010, elle compte une population de 4 094 habitants.

## Démographie
Lors du recensement de 2010, la ville comptait une population de 4 094 habitants, tandis qu'en 2016, elle est estimée à 3 985 habitants.